# أليكس راسيل (لاعب كرة قدم بريطاني)
أليكس راسيل (بالإنجليزية: Alex Russell)‏ (17 مارس 1973 في المملكة المتحدة - ) هو لاعب كرة قدم بريطاني في مركز الوسط. لعب مع غلينافون وكامبريدج يونايتد ونادي إكزتر سيتي ونادي بريستول سيتي ونادي توركي يونايتد ونادي روتشديل ونادي نورثامبتون تاون ويوفل تاون ونادي بارسكو ونادي باث سيتي ونادي تشيلتنهام تاون لكرة القدم وClevedon Town F.C. ‏.

## وصلات خارجية
- أليكس راسيل على موقع قاعدة بيانات كرة القدم.إي يو (الإنجليزية)
- أليكس راسيل على موقع Soccerbase.com (لاعب) (الإنجليزية)